# Cidaphus rostratus
Cidaphus rostratus är en stekelart som beskrevs av Dasch 1974. Cidaphus rostratus ingår i släktet Cidaphus och familjen brokparasitsteklar. Inga underarter finns listade i Catalogue of Life.